# William Crapo Durant
 (octobre 2009).
Si vous disposez d'ouvrages ou d'articles de référence ou si vous connaissez des sites web de qualité traitant du thème abordé ici, merci de compléter l'article en donnant les références utiles à sa vérifiabilité et en les liant à la section « Notes et références ».
Pour les articles homonymes, voir Durant.
William Crapo Durant surnommé « Bill » ou « Billy », né le 8 décembre 1861 à Boston et mort le 18 mars 1947 à New York, est un financier industriel américain d'origine huguenote, pionnier de l'industrie automobile, fondateur de l'empire  industriel General Motors en 1908 et de Chevrolet en 1911. 

## Biographie
William Crapo Durant naît le 8 décembre 1861 à Boston, Massachusetts. Son grand-père Henry Crapo est gouverneur du Michigan. 
Il abandonne rapidement ses études et devient un des principaux fabricants de véhicules tirés par des chevaux en 1890 à Flint dans le Michigan [réf. nécessaire]. 
Brillant homme d'affaires, il comprend vite le bénéfice de concevoir plusieurs modèles d'automobiles de marques différentes à partir d'une base unique. Il prend les commandes de Buick en 1904 (en faisant passer la production annuelle de 37 à 8 000 automobiles en 3 ans), rachète Oldsmobile en 1908 et fonde le 16 septembre de cette même année General Motors avant de racheter quelque 25 autres marques automobile (dont Oakland (futur Pontiac) et Cadillac en 1909) dans les années qui suivirent [réf. nécessaire]. Il finance ce holding par émission d'actions en bourse. Son empire colossal emploie rapidement 100 000 employés dans 70 usines, concurrent des empires Ford et Chrysler [réf. nécessaire]. 
En 1910, à la suite d'une baisse des ventes, Durant se voit contraint de vendre à perte certaines de ses firmes et se retire de son siège de président en demeurant membre du conseil d'administration avec l'ambition de reconquérir son groupe [réf. nécessaire]. 
En 1911, il fonde la société « Chevrolet Motor Car » puis rapidement la « Chevrolet Motor Company in Detroit » à Détroit avec l'ex-pilote mécanicien concepteur Louis Chevrolet. En  1916, il échange Chevrolet contre une nouvelle participation majoritaire chez GM dont il redevient président [réf. nécessaire].
Définitivement exclu en 1920, il monte un constructeur concurrent, est ruiné par la crise de 1929 et finit gérant d’un bowling à Flint, le cœur de General Motors dans le Michigan [réf. nécessaire].

## Anecdote
- On lui doit le choix du nom Frigidaire pour les appareils électroménagers fabriqués par GM de 1918 jusqu'à la fin des années 1970 [réf. nécessaire].